# Geithain
Geithain è una città della Sassonia, in Germania.

Appartiene al circondario di Lipsia e alla Verwaltungsgemeinschaft Geithain.

## Storia
Il 1º luglio 2017 venne annesso alla città di Geithain il limitrofo comune di Narsdorf.